# 미요시노 신사

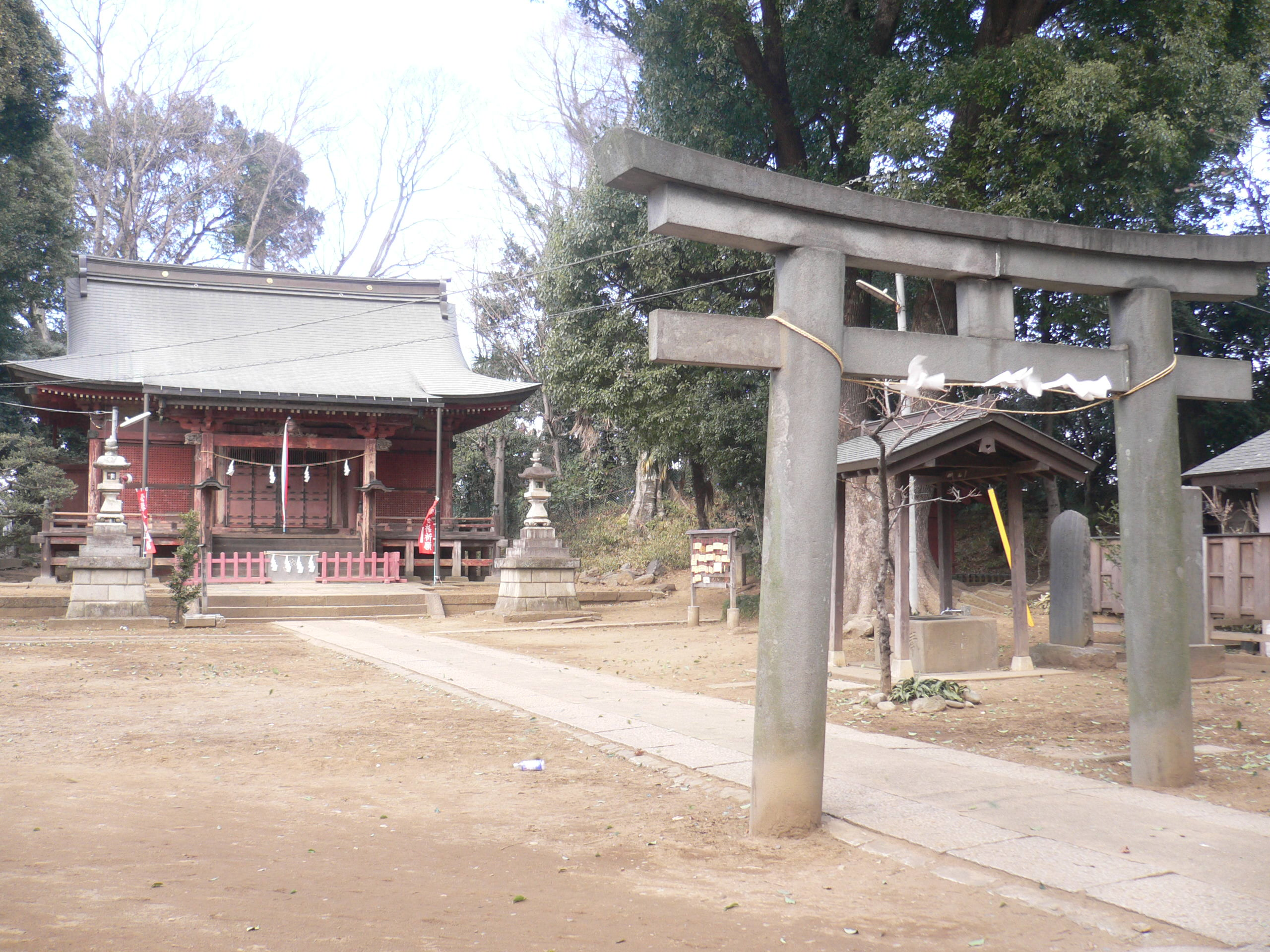

미요시노 신사(일본어: 三芳野神社)는 사이타마현 가와고에시 마루 정에 있는 신사이다. 일본 전통 동요《도랸세》는 이 곳 미요시노 신사의 참배도가 무대인 것으로 알려져 있다. 가와고에 성 축성이전부터 이곳에 있었지만, 가와고에 성 축성후, 성안에 있게 되었다. 사이타마 현 지정문화재이다.

## 역사
오미야의 히카와 신사의 분사(分社), 혹은 교토의 기타노 신사의 분사로 보이지만 확실치는 않다. 미요시노란 신사명은 아리와라 나리히라가 적은《이세 이야기》에서 볼 수 있듯 옛 가와고에 지역의 지명으로 보인다.
현존하는 신사의 건물은 1624년 가와고에 성주 사카이 다다카쓰가 3대 쇼군 도쿠가와 이에미쓰의 명을 받아 조영한 것이다. 이를 감독한 이가 스즈키 나가쓰구라고 한다. 1625년 덴카이가 신사의 신위를 이전하는 의식을 했다고 한다. 이후, 기타인, 센바 동조궁과 함께 에도 막부의 직영 신사가 된다.
1656년 4대 쇼군 도쿠가와 이에쓰나의 명을 받은 가와고에 성주 마쓰다이라 노부쓰나에 의해 신사는 대대적으로 개축되었고, 시공은 기하라 요시히사가 맡았다. 이 때, 에도 성 니노마루에 있던 동조궁 본전이 이축되어 신사의 본전으로 삼았다. 1989년 대대적으로 수리해 1992년 완료되었다.

## 제신
신사에서 모셔신 신으로는 스사노, 구시나다히메, 스가와라 미치자네, 혼다와케가 있다.

## 민속자료
도랸세
동요《도랸세》는 미요시노 신사의 참예도가 무대라고 한다. 가와고에 성 축성으로 신사가 성안에 위치해 있기 때문에〈성의 천신님〉이라고도 불린다. 성안에 위치해 있기 때문에 일반인의 참배를 제한해 어느 시간에만 한정했다. 또, 참배를 하러 가려면, 성안을 이리저리 돌아야 했고 이 때문에 일반 참배객 속에 밀정이 있다고 보고, 돌아가는 참배객은 몸수색을 받아야 했다. 이런 연유로 가사 중〈가는 것은 좋지만, 돌아가는 것은 두렵지〉란 구절이 있다.

## 관광

#### 교통
- JR 동일본/도부 철도 가와고에역 또는 세이부 철도 혼카와고에 역에서 하차
  - 도부 버스로 환승해 〈札の辻〉에서 하차 도보로 8분소요.

#### 주변 문화시설 및 관광명소
- 가와고에 성
- 가와고에 시립박물관
- 기타인 - 덴카이가 주지였던 천태종 사찰
- 도키노 가네 - 사카이 다다카쓰가 세운 종루
- 렌게이지 - 다이도지 마사시게가 개원한 정토종 사찰
- 센바 동조궁 - 도쿠가와 이에야스를 모신 사당
- 히카와 신사

## 같이 보기
- 가와고에 성
- 도랸세